# Stelvio Della Casa
Stelvio Dellacasa (Genova, 1º luglio 1928 – Casale Monferrato, 31 ottobre 2011) è stato un calciatore italiano, di ruolo mezz'ala destra. mezz'ala destra

## Carriera
Ha disputato, come rincalzo, tre campionati di Serie A (dal 1951 al 1954) nelle file del Novara, totalizzando complessivamente 7 presenze in massima serie (esordio l'8 giugno 1952 in occasione della sconfitta esterna contro la Juventus.
Ha inoltre ottenuto 38 presenze e 7 reti in Serie B con le maglie di Casale e Messina.
Negli anni '70 è stato dirigente del Casale.

## Palmarès

### Club

#### Competizioni nazionali
- Serie C: 2

Casale: 1947-1948
Messina: 1949-1950